# Liste der Museen in Innsbruck
Die Liste der Museen in Innsbruck gibt einen Überblick über aktuelle und ehemalige Museen in Innsbruck in Tirol.  Sie umfasst Museen der Stadt Innsbruck, des Landes Tirol, der Republik Österreich sowie kirchlicher und privater Träger.

## Überblick
Innsbruck hat mit der österreichweit größten Anzahl von Museen nach Wien eine beeindruckende Museumslandschaft. Die Museen des Landes Tirol werden von der 2007 gegründeten Betriebsgesellschaft Tiroler Landesmuseen betrieben. Schloss Ambras Innsbruck zählt zu den ältesten als Museum errichteten Bauten weltweit und ist das älteste an seinem ursprünglichen Standort erhaltene Museum.

## Aktuelle Museen
| Name                                 | Kurzbeschreibung | gegründet/ eröffnet | Träger                             | Standort                | Bild           | Link |
| ------------------------------------ | --- | ------------------- | ---------------------------------- | ----------------------- | -------------- | ---- |
| Anatomisches Museum Innsbruck        | Das Museum im Gebäude des Anatomischen Instituts zeigt Skelette, Schädel, Feucht- und Trockenpräparate zur Entwicklungsgeschichte und eine Vielzahl von anatomischen Varietäten sowie nahezu die gesamte Palette der anatomischen Konservierungskunst. | 2014                | Medizinische Universität Innsbruck | Wilten                  | weitere Bilder |      |
| Archäologisches Museum Innsbruck     | Das Museum im Ágnes-Heller-Haus gibt mit einer Kombination aus Abgüssen, Kopien und Originalen einen umfassenden Überblick über die Entwicklung der griechischen und römischen Kunst- und Kulturgeschichte von der minoisch-mykenischen Zeit über die Archaik, die Klassik, den Hellenismus, die etruskische und römische Kunst bis in die Spätantike. | 1869                | Universität Innsbruck              | Innrain                 | weitere Bilder |      |
| Audioversum                          | Die Dauerausstellung „Abenteuer Hören“ liefert mit Exponaten und interaktiven Installationen Einblicke in die vielfältigen Funktionen des menschlichen Gehörs. | 2013                | MED-EL                             | Wilhelm-Greil-Straße    | weitere Bilder |      |
| Ferdinandeum Tiroler Landesmuseum    | Das Museum zeigt in sieben Sammlungen von der archäologischen Sammlung zu Vor- und Frühgeschichte und der Römerzeit bis zur Modernen Galerie mit Kunst des 20. und 21. Jahrhunderts Objekte aus 30.000 Jahren Tiroler Geschichte. | 1845                | Tiroler Landesmuseen               | Museumstraße            | weitere Bilder |      |
| Freilichtmuseum Goarmbichl           | Das kleine Freilichtmuseum zeigt bei Grabungen auf dem Goarmbichl freigelegte Reste von Grundmauern zweier Wohnhäuser eines Großgehöftes aus der Latènezeit. | 2006                |                                    | Vill                    | weitere Bilder |      |
| Glockenmuseum Grassmayr              | Das Museum am Standort der Glockengießerei Grassmayr vermittelt eine Einblick in den Werdegang von Glocken, deren Entwicklung in der abendländischen Kultur und Geheimnisse der Glockengießerzunft. | 1993                | Glockengießerei Grassmayr          | Leopoldstraße           | weitere Bilder |      |
| Museum Goldenes Dachl                | Das Museum in den Räumen des ehemaligen Neuhofs, des ehemaligen Sitzes der Grafen von Tirol in Innsbruck, zeigt Exponate zur Person und dem Leben Maximilians I., der dem Haus den als Goldenes Dachl bekannten Renaissance-Erker anbauen ließ. | 1996                | Stadt Innsbruck                    | Herzog-Friedrich-Straße | weitere Bilder |      |
| Hofburg                              | Neben den historischen Räumen zeigt die Hofburg seit 2019 eine Dauerausstellung zu Kaiser Maximilian I. | 2019                | Republik Österreich                | Rennweg                 | weitere Bilder |      |
| Museum Igls                          | Das kleine Museum im ersten Stock des Hauses des Gastes zeigt Funde aus der Bronzezeit von dem Brandopferplatz und der Siedlung auf dem Goldbichl, eine Weihnachtskrippe mit handgeschnitzten Figuren, traditionelle Huttler Kostüme und Masken sowie eine Wintersportausstellung mit Objekten von Igler Wintersportlern. |                     |                                    | Igls                    |                |      |
| Kunstkammer Mariahilf                | Das Museum im Epp’schen Benefiziatenhaus neben der Mariahilfkirche zeigt einen Teil des historischen Pfarrarchivs, Dokumente und Pläne zu Bau und Ausstattung der Kirche, wertvolle liturgische Gegenstände und Kunstwerke sowie qualitätsvolle Messgewänder, darunter die beiden Medici-Messgewänderaus venezianischer Seide mit Goldstickerei. | 2004                | Landschaftliche Pfarre Mariahilf   | Mariahilf               | weitere Bilder |      |
| Kunstkammer der Serviten             | Die Kunstkammer des Servitenkonvent St. Josef wurde von Anna Caterina Gonzaga, der Gemahlin von Erzherzog Ferdinand II. angelegt, die das Servitenkloster gegründet hatte. Sie zeigt unter anderem persönliche Gegenstände aus dem Besitz der Herzogin, eine barocke Bildersammlung und Druckgrafiken. |                     | Servitenkonvent St. Josef          | Maria-Theresien-Straße  | weitere Bilder |      |
| Radiomuseum Innsbruck                | Das Museum zeigt diverse historische Radiogeräte sowie Erfindungen von Karl Schuchter (1899–1977), dem Vater des Museumsgründers Hans Schuchter (1932–2020). | 1980                | Verein Radiomuseum Innsbruck       | Pradl                   |                |      |
| Schloss Ambras Innsbruck             | Das als Museums- und Bibliotheksgebäude errichtete Unterschloss von Schloss Ambras zeigt die Sammlungen des Erzherzogs Ferdinand II. Die Rüstkammern zeigen Rüstungen, Waffen und Ausrüstungsgegenstände von Soldaten und Heerführern. Die Kunst- und Wunderkammern zeigen künstlerisch und handwerklich herausragende Gegenstände, wissenschaftliche Instrumente und Musikinstrumente sowie exotische und außergewöhnliche Naturalien.                                 | 1572                | Kunsthistorisches Museum Wien      | Amras                   | weitere Bilder |      |
| Das kleine Seilbahnmuseum            | Das kleine Museum in der Talstation der Seegrubenbahn dokumentiert die Geschichte der Nordkettenbahn und zeigt einen originalgetreuen Nachbau der allerersten dort eingesetzten Gondel. | 2011                | Innsbrucker Nordkettenbahnen       | Hungerburg              | weitere Bilder |      |
| Stadtmuseum                          | Das im Stadtarchiv Innsbruck untergebrachte Museum zeigt Exponate aus dem Stadtarchiv mit den Schwerpunkten Alltagskultur, Bibliothek und Archiv, Geschichte, Sport, Alpinismus und Tourismus sowie Verkehr und Transport. | 2002                | Stadt Innsbruck                    | Badgasse                | weitere Bilder |      |
| Stiftsmuseum Wilten                  | Das Museum im Stift Wilten zeigt unter anderem gotische Tafelbilder, Urkunden, Paramente, einen Pastoralstab von 1596 und eine Kopie des Wiltener Kelchs. |                     | Stift Wilten                       | Wilten                  | weitere Bilder |      |
| Tirol Panorama mit Kaiserjägermuseum | Das Kaiserjägermuseum zeigt als Regimentsmuseum der Tiroler Kaiserjäger eine Sammlung von Bildern, Fahnen, Waffen, Uniformen Karten und Auszeichnungen aus der Militärgeschichte Tirols von 1816 bis 1918. Im Tirol Panorama ist seit 2011 das Innsbrucker Riesenrundgemälde untergebracht. Die Ausstellung „Schauplatz Tirol“ im unterirdischen Verbindungsbau zum Kaiserjägermuseum zeigt Exponate über die Menschen, die Religion, die Natur und die Politik Tirols. | 1878 2011           | Tiroler Landesmuseen               | Bergisel                | weitere Bilder |      |
| Tiroler Localbahnmuseum              | Das im Alten Stubaitalbahnhof untergebrachte Museum dokumentiert die Geschichte aller Lokalbahnstrecken von Tirol, Südtirol und Trentino. Die in der ehemaligen Remise der Stubaitalbahn untergebrachte Fahrzeugsammlung umfasst Triebfahrzeuge, Beiwagen, Güterwagen und Schneekehren von vier Lokalbahnen und einem Straßenbahnbetrieb. | 1985                | Verein Tiroler MuseumsBahnen       | Wilten                  | weitere Bilder |      |
| Tiroler Volkskunstmuseum             | Das Museum im ehemaligen Franziskanerkloster neben der Hofkirche zeigt eine Sammlung von Kulturgütern aus der Region Tirol-Südtirol-Trentino von getäfelten Stuben bis zu kunstvollen Erzeugnissen des Handwerks mit den Schwerpunkten Kunsthandwerk, Möbel, Volksfrömmigkeit, Fastnacht, Krippen und Trachten. | 1929                | Tiroler Landesmuseen               | Universitätsstraße      | weitere Bilder |      |
| Zeughaus                             | Das in dem ehemaligen Zeughaus untergebrachte Zweigmuseum des Tiroler Landesmuseums zeigt Exponate zu den Themenschwerpunkten Bergbau (Silber und Salz), Waffendepot Maximilians I., Bauernführer Michael Gaismair, Globen von Peter Anich, Tiroler Freiheitskriege und Tourismus. | 1973                | Tiroler Landesmuseen               | Dreiheiligen            | weitere Bilder |      |

## Ehemalige Museen
| Name               | Kurzbeschreibung | gegründet/ eröffnet | geschlossen/ aufgelöst | Träger                       | Standort                | Bild           | Link |
| ------------------ | --- | ------------------- | ---------------------- | ---------------------------- | ----------------------- | -------------- | ---- |
| Alpenverein-Museum | Das Museum war bis 2008 im ehemaligen Alpenvereinshaus in der Wilhelm-Greil-Straße untergebracht. Seit dem Umzug des Alpenvereins stehen keine Räumlichkeiten für eine dauerhafte Ausstellung mehr zur Verfügung. Objekte der Sammlung werden aber immer wieder auf nationalen und internationalen Ausstellungen gezeigt.                                                                                 | 1977                | 2008                   | Österreichischer Alpenverein | Wilhelm-Greil-Straße    |                |      |
| Olympiamuseum      | Das Olympiamuseum wurde 1983 im Gebäude des Goldenen Dachls eröffnet und zeigte Exponate und Videos der FIS-Wettkämpfe 1933 und 1936 sowie der Olympischen Winterspiele 1964 und 1976. 1996 wurde es geschlossen und die Räumlichkeiten für das Maximilianeum bzw. Museum Goldenes Dachl genutzt. Seither gab es Überlegungen, die Ausstellung im Bergiselstadion oder verteilt über die Stadt zu zeigen. | 1983                | 1996                   | Stadt Innsbruck              | Herzog-Friedrich-Straße |                |      |
| Panorama-Rotunde   | Die Panorama-Rotunde an der Mühlauer Brücke beherbergte das Innsbrucker Riesenrundgemälde, das seit 2011 im Tirol Panorama untergebracht ist. | 1906                | 2010                   | Tiroler Landesmuseen         | Saggen                  | weitere Bilder |      |